# La Liga 1943–44
Thống kê của La Liga ở mùa giải 1943/1944.
La Liga mùa giải 1943-44 bao gồm các câu lạc bộ sau::
| - Athletic Bilbao - Athletic Aviación de Madrid - FC Barcelona - CD Castellón - Celta de Vigo - Deportivo La Coruña - RCD Espanyol |  | - Granada CF - Real Madrid C.F. - Real Oviedo - Real Sociedad - CE Sabadell FC - Sevilla FC - Valencia CF |

## Bảng xếp hạng
| Vị trí | Câu lạc bộ                  | Số trận | T  | H | Th | BT | BB | Điểm | HS  |                                 |
| ------ | --------------------------- | ------- | -- | - | -- | -- | -- | ---- | --- | ------------------------------- |
| 1      | Valencia CF                 | 26      | 18 | 4 | 4  | 73 | 32 | 40   | 41  | Vô địch La Liga                 |
| 2      | Athletic Aviación de Madrid | 26      | 15 | 4 | 7  | 66 | 49 | 34   | 17  |                                 |
| 3      | Sevilla FC                  | 26      | 12 | 8 | 6  | 60 | 46 | 32   | 14  |                                 |
| 4      | Real Oviedo                 | 26      | 12 | 5 | 9  | 71 | 47 | 29   | 24  |                                 |
| 5      | CD Castellón                | 26      | 13 | 3 | 10 | 42 | 36 | 29   | 6   |                                 |
| 6      | FC Barcelona                | 26      | 10 | 8 | 8  | 59 | 46 | 28   | 13  |                                 |
| 7      | Real Madrid C.F.            | 26      | 11 | 6 | 9  | 48 | 38 | 28   | 10  |                                 |
| 8      | Granada CF                  | 26      | 9  | 8 | 9  | 41 | 46 | 26   | -5  |                                 |
| 9      | CE Sabadell FC              | 26      | 11 | 3 | 12 | 53 | 60 | 25   | -7  |                                 |
| 10     | Athletic Bilbao             | 26      | 10 | 5 | 11 | 47 | 51 | 25   | -4  |                                 |
| 11     | RCD Espanyol                | 26      | 9  | 5 | 12 | 42 | 50 | 23   | -8  |                                 |
| 12     | Deportivo La Coruña         | 26      | 6  | 7 | 13 | 35 | 64 | 19   | -29 |                                 |
| 13     | Real Sociedad               | 26      | 5  | 7 | 14 | 34 | 54 | 17   | -20 | Xuống hạng tới Segunda División |
| 14     | Celta de Vigo               | 26      | 2  | 5 | 19 | 23 | 75 | 9    | -52 | Xuống hạng tới Segunda División |